# Medina (Ohio)
Pour les articles homonymes, voir Medina.
La ville de Medina (en anglais [mɨˈdaɪnə]) est le siège du comté de Medina, dans l'État de l’Ohio, aux États-Unis. Lors du recensement de 2010, elle comptait 26 678 habitants.

## Personnalités liées à la ville
L’informaticien Scott Fahlman est né à Medina le 21 mars 1948.
MatPat, créateur et animateur de les chaînes YouTube The Game Theorists, The Film Theorists, The Food Theorists, The Style Theorists et GTLive.

## Source
- (en) Cet article est partiellement ou en totalité issu de l’article de Wikipédia en anglais intitulé « Medina, Ohio » (voir la liste des auteurs).